# Butik Bayu
Butik Bayu är en kulle i Indonesien.   Den ligger i provinsen Aceh, i den västra delen av landet, 1 600 km nordväst om huvudstaden Jakarta. Toppen på Butik Bayu är 32 meter över havet.
Terrängen runt Butik Bayu är platt. Havet är nära Butik Bayu åt nordost.Runt Butik Bayu är det tätbefolkat, med 476 invånare per kvadratkilometer. Omgivningarna runt Butik Bayu är en mosaik av jordbruksmark och naturlig växtlighet.